# Shrivatsa

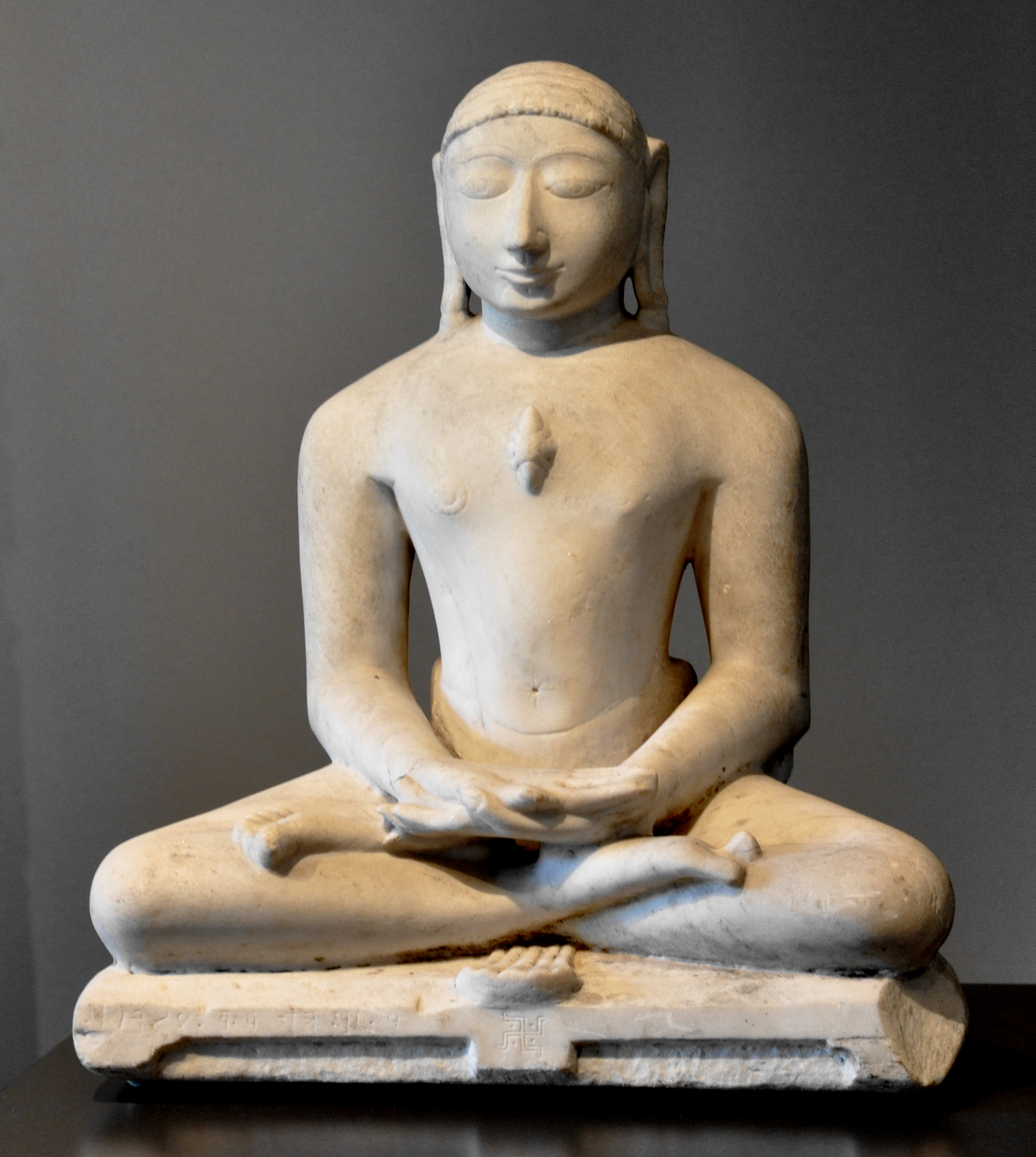
Sur cette photo d'un jina, un vainqueur, en l'occurrence Suparshvanath, le losange auspicieux apparaît clairement sur son torse..

Le shrivatsa (devanagari : श्रीवत्स ; IAST : śrīvatsa) est un signe auspicieux, un emblème de chance dans la tradition shvetambara du jaïnisme, qui compte huit symboles de ce type. 
Il se présente sous deux formes différentes: soit un losange qui rappelle le nœud sans fin des bouddhistes;[réf. nécessaire] soit un lotus. Ce losange, ou ce lotus, se situe à chaque fois sur la poitrine d'un jina, un éveillé, un être qui a atteint le moksha. Le pèlerin jaïn possède souvent un shrivatsa sur une image pieuse d'un jina. Pour la branche digambara, ce symbole jaïn ne fait pas partie des six symboles auspicieux qui existent pour cette obédience.
Le shrivatsa est aussi un signe que l'on voit sur la poitrine du dieu Vishnu, signe indiquant, s'il est porté par un humain, que le dévot est vishnouïte .